# Zygita
Genre
Zygita est  un genre de crabes de la famille des Portunidae.

## Liste des espèces
Selon World Register of Marine Species (8 août 2020) :
- Zygita longifrons (A. Milne-Edwards, 1869)
- Zygita murinae (Zarenkov, 1971)
- Zygita spinifera (Borradaile, 1902)

## Publication originale
- (en) Nathaniel Evans, « Molecular phylogenetics of swimming crabs (Portunoidea Rafinesque, 1815) supports a revised family-level classification and suggests a single derived origin of symbiotic taxa », PeerJ, PeerJ Publishing (d), vol. 6,‎ 23 janvier 2018, e4260 (ISSN 2167-8359, OCLC 793828439, PMID 29379685, PMCID 5786103, DOI 10.7717/PEERJ.4260).